# Адам Калиновський
Адам Калиновський гербу Калинова (пол. Adam Kalinowski; 1602 — 2 травня 1638) — державний, військовий діяч Речі Посполитої. Представник шляхетського роду Калиновських гербу Калинова.

## Життєпис
Народився 1602 року. Найстарший син Валентія Александра Калиновського та його дружини Ельжбети Струсь з Коморова.
У 1619—1620 роках навчався в Левені (один з його вчителів — Ніколаус Вернулеус (лат. Nicolaus Vernulaeus)). Пам'ятаючи про батька, король надав йому село Відники у Львівському повіті (18 грудня 1620), маєтності страченого Міхала Пекарського (невдалий замах на короля, 23 лютого 1621 р.). Тоді був ротмістром кварцяної корогви гусарів, якою командував батько. З нею брав участь у Хотинській кампанії 1621 року. Посол на сейм, був призначений до козацької комісії. 22 вересня 1623 р. отримав маєтності Войцеха Владислава Виговського. У жовтні 1623 р. брати Калиновські в Гусятині поділили спадок батька: Адам узяв нестерварські маєтності, Єжи — уманські, Марцін — гусятинські; матері (жила ще  в1638 p.) залишили хоростківські.
Під командуванням Станіслава Конецпольського бився під Чортковом, Шманьківцями, Мартиновом з татарами у 1624 році, у 1625 — з козаками під Крюковом при Ведмежих Лозах. Призначений королем одним з комісарів для укладення Куруківської угоди у 1625 році.
Як і брати, мав здатність до насилля (мав найбільш гарячу вдачу в роді): 1622 року разом з ними мав процес проти князя Юрія Чорторийського через напад на Васильківці.
У 1626—1628 р. брав участь у шведській кампанії С. Конецпольського. 1628 р. купив за 170 000 злотих польських Копіївку та Козинці з прилеглостями (Брацлавщина). У жовтні 1629 р. брав участь у битві під Бурштином з татарами, потім як посол поїхав до Варшави.
Після смерті вдови Миколая Струся Софії з Оріховських її спадок переходив донькам. Одна з них була дружиною Александера Сененського, який не повідомив родину про її смерть, також зайняв Струсів, Сидорів, а родинні скарби перевіз до Поморян. Адам Калиновський після повернення зі сейму відправив кількасот своїх людей з придворним Лещинським, які взяли два замки. Після кривавої сутички з А. Сененським Струсів залишився в руках Калиновських. Люблінський трибунал покарав А. Калиновського баніцією, але король Сигізмунд ІІІ Ваза призупинив виконання вироку (або скасував 8 жовтня 1631 р.). Король до кінця життя симпатизував А. Калиновському, перед смертю надав Роменське староство (Сіверщина; А. Калиновський не виконував обов'язків через передачу староства Владиславом IV улюбленцю Адамові Казановському).
Уряди (посади): староста брацлавський (з 1621 чи 1622), вінницький (3 жовтня 1622  — 2 травня 1638), любецький, лоївський. У 1631 році Станіслав Данилович на засіданні сейму у гніві відрубав вінницькому старості А. Калиновському три пальці правої руки (за іншими даними, це було під час похорону короля Сигізмунда ІІІ Вази у Варшаві 16 травня 1632 р.).
1633 р. привів до Кам'янця-Подільського 300 вершників, 100 піхотинців з гарматою, з якими воював проти Абази-паші. 1635 отримав від короля Мізяково(е). 1636 р. разом із братом Марціном не завагався подати позов на вдову брата Єжи Анну з Варшицьких за отруєння чоловіка, тільки щоб позбавити її права спадку після нього.
Помер раптово в Нестерварі, був похований 15 червня 1638 р. в місцевому дерев'яному костелі домініканів (біля обдарованого чи заснованого ним 1631 р. монастиря). Маєтності успадкував брат Марцін.

### Сім'я
Був одружений з родичкою Зофією Кристиною Струсь (рідна тітка). Маючи її взаємність, не отримав дозволу Миколая Струся. Це спричинило скандал — він викрав її із прислугою (пол. wyprawą) із замку в Галичі та взяв шлюб. Дітей не мали. Вдова повторно вийшла заміж за руського воєводу князя Костянтина Вишневецького.